# Kościół Świętej Rodziny w Karolinie
Kościół Świętej Rodziny w Karolinie – rzymskokatolicki kościół w Karolinie, wzniesiony jako cerkiew prawosławna (jednowiercza).

## Historia
Cerkiew w Karolinie (ówcześnie Pokrowsku) została zbudowana w latach 1846–1854. Nosiła pierwotnie wezwanie Opieki Matki Bożej na potrzeby miejscowej wspólnoty jednowierczej.
W 1918, decyzją polskich władz obiekt został zrewindykowany na rzecz Kościoła katolickiego. Trzy lata później erygowano rzymskokatolicką parafię. W 1930 został w związku z tym przebudowany – usunięto z niego 12 zwieńczeń z mniejszymi kopułami i wzniesiono wieżę-dzwonnicę na planie ośmioboku, krytą dachem namiotowym.

## Architektura
Cerkiew w Pokrowsku wzniesiono w stylu bizantyjsko-rosyjskim według projektu Konstantina Thona. Została zbudowana na planie podłużnym, przy zastosowaniu elementów centralizujących przestrzeń budowli. Jednym z nich była kopuła usytuowana nad przęsłem przed ikonostasem. Te części ścian, nad którymi wznosiła się kopuła, ukształtowane zostały ryzalitowo. Całość kryje dach dwuspadowy.
Wyposażenie świątyni pochodzi z początku XX wieku. W ołtarzu głównym znajduje się obraz Świętej Rodziny oraz, w zwieńczeniu, wizerunek Jana Chrzciciela. W ołtarzach bocznych znajdują się natomiast obrazy Zmartwychwstania Pańskiego oraz św. Antoniego Padewskiego.